# Hospital Universitario Justinien
El Hospital universitario Justinien (en francés: L'Hôpital Universitaire Justinien) es el principal hospital de la segunda ciudad más grande de Haití, Cabo Haitiano. Se encuentra cerca del centro de la ciudad y cerca de la Catedral de Place d'Armes. El hospital lleva el nombre de Justinien Etienne, un juez local que encabezó y dirigió la construcción del hospital. El Hospital Justinien comenzó como un hospicio en 1890 y más tarde se transformó en un hospital en el año 1920 durante la ocupación de Estados Unidos sobre Haití.
El Hospital Universitario Justinien es un hospital docente con 250 camas de hospitalización, con aproximadamente 60 médicos residentes y en formación, incluyendo medicina interna, cirugía general, medicina familiar, pediatría, obstetricia / ginecología, urología, traumatología, otorrinolaringología y anestesiología.